# Атанас Заяков
Атанас Сотиров Заяков е български политик, деец на Българската комунистическа партия.

## Биография
Атанас Заяков е роден в бедно семейство в мелнишкото село Бельово, което тогава е в Османската империя. Става комунист и след Първата световна война в 1919 година е сред основателите на местната комунистическа организация, на която е секретар до май 1922 година. През февруари 1920 година БКП печели на общинските избори и Заяков става кмет на община Бельово. Убит е на 21 септември 1922 година в местността Дренето край Петрово.